# تولدو (نورته د سانتاندر)
تولدو (انگلیسی: Toledo, Norte de Santander) نام شهری در کشور کلمبیا است.